# Дебелоклюна рибарка
Дебелоклюната рибарка (Gelochelidon nilotica) е птица от семейство Чайкови (Laridae).

## Разпространение
Видът е разпространен в по-топлите части на Южна Европа, умерена и Източна Азия, Северна Америка и източна Южна Америка. Зимува на юг до Африка, Карибите и северна Южна Америка, Южна Азия и Нова Зеландия.
Среща се и в България.